# Vltava u Blanského lesa
Vltava u Blanského lesa je přírodní památka v okresech Český Krumlov a České Budějovice. Chráněné území s rozlohou 478,3482 ha bylo vyhlášeno 30. ledna 2014. Tvoří ho koryto a přilehlé břehy Vltavy mezi východním okrajem města Český Krumlov a Boršovem nad Vltavou. Důvodem jeho zřízení je ochrana populací vzácných a ohrožených živočišných a rostlinných druhů jako jsou hořeček mnohotvarý český (Gentianella praecox subsp. bohemica), mihule potoční (Lampetra planeri), modrásek bahenní (Phengaris nausithous), modrásek očkovaný (Phengaris teleius), netopýr velký (Myotis myotis), přástevník kostivalový (Euplagia quadripunctaria), rys ostrovid (Lynx lynx), vranka obecná (Cottus gobio) nebo vrkoč útlý (Vertigo angustior).
Památka je zařazena jako evropsky významná lokalita do evropské soustavy chráněných území Natura 2000. V okrese České Budějovice se rozkládá v katastrálních územích Boršov nad Vltavou, Kamenný Újezd, Opalice, Vrábče a Záhorčice u Vrábče. V okrese Český Krumlov se rozkládá v katastrálních územích Český Krumlov, Chabičovice, Křemže,  Přísečná, Přísečná-Domoradice, Rájov, Rájov-Černice, Štěkře, Třísov,  Záluží nad Vltavou a  Zlatá Koruna.